# Лемвіг (муніципалітет)
Лемвіг (дан. Lemvig) — муніципалітет у регіоні Центральна Ютландія королівства Данія. Площа — 502.8 квадратних кілометрів. Адміністративний центр муніципалітету — місто Лемвіг.

## Населення
У 2012 році населення муніципалітету становило 21 384 особи.